# Unitel
A UNITEL é uma empresa estatal de Angola prestadora de serviços na área de telecomunicações móveis (telefonia celular), tendo sido a primeira a operar com a tecnologia GSM no mercado angolano. Foi constituída em 1998 e entrou no mercado em 2001. No terceiro trimestre do mesmo ano assumiu a liderança do mercado em número de clientes.
Desde dezembro de 2004, a empresa vem fornecendo cobertura de rede móvel nas capitais das 18 províncias. Em dezembro de 2011 passou a oferecer cobertura para todas as sedes municipais do país.

## Registo de Dados Pessoais
Em  Março de 2015, foi feito em Angola o processo de registo de dados pessoais, ou seja,  actualização dos dados  dos números telefónicos. Este processo teve como propósito prevenir o uso abusivo das redes e serviços de comunicações electrónica e contribuir para uma melhoria desses serviços. A informação foi avançada pelo presidente do conselho de administração do Instituto angolano das telecomunicações (INACOM), responsável pela regulamentação da actividade de prestação de serviços de comunicações electrónica em Angola. Foi dita que a actualização de registo de dados pessoais é um procedimento de carácter obrigatório por  lei, de acordo com o decreto executivo conjunto nº 20/14 de Angola.
Segundo o inacom, para além de ser um dever cívico, o registo oferece vantagens ao próprio cidadão porque em caso de perda ou furto do telemóvel, pode-se sempre efetuar a suspensão rápida do número bem como facilitar a aquisição da segunda via e a alteração do titular do contacto. Já o ministro das Telecomunicações e de Tecnologias de informação (TIC), fez saber recentemente que o país conta com cerca de 14 milhões de utilizadores nas redes sociais

## Nacionalização
Em janeiro de 2020, o Grupo Oi alienou as participações sociais detidas nas companhias angolanas Unitel S.A. (25%) e Multitel – Serviços de Telecomunicações Lda. (40%) para a Sonangol por US$ 1 bilhão.
Em outubro de 2022, o governo de Angola nacionalizou as participações da Vidatel e da Geni na operadora de telecomunicações angolana Unitel, que eram detidas pela empresária Isabel dos Santos e pelo general Dino do Nascimento, com a transferência das ações para o Estado.